# Giuseppe Bonito

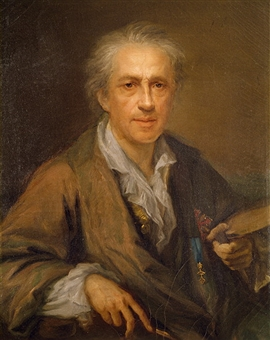
Autorretrato, Galería Uffizi.

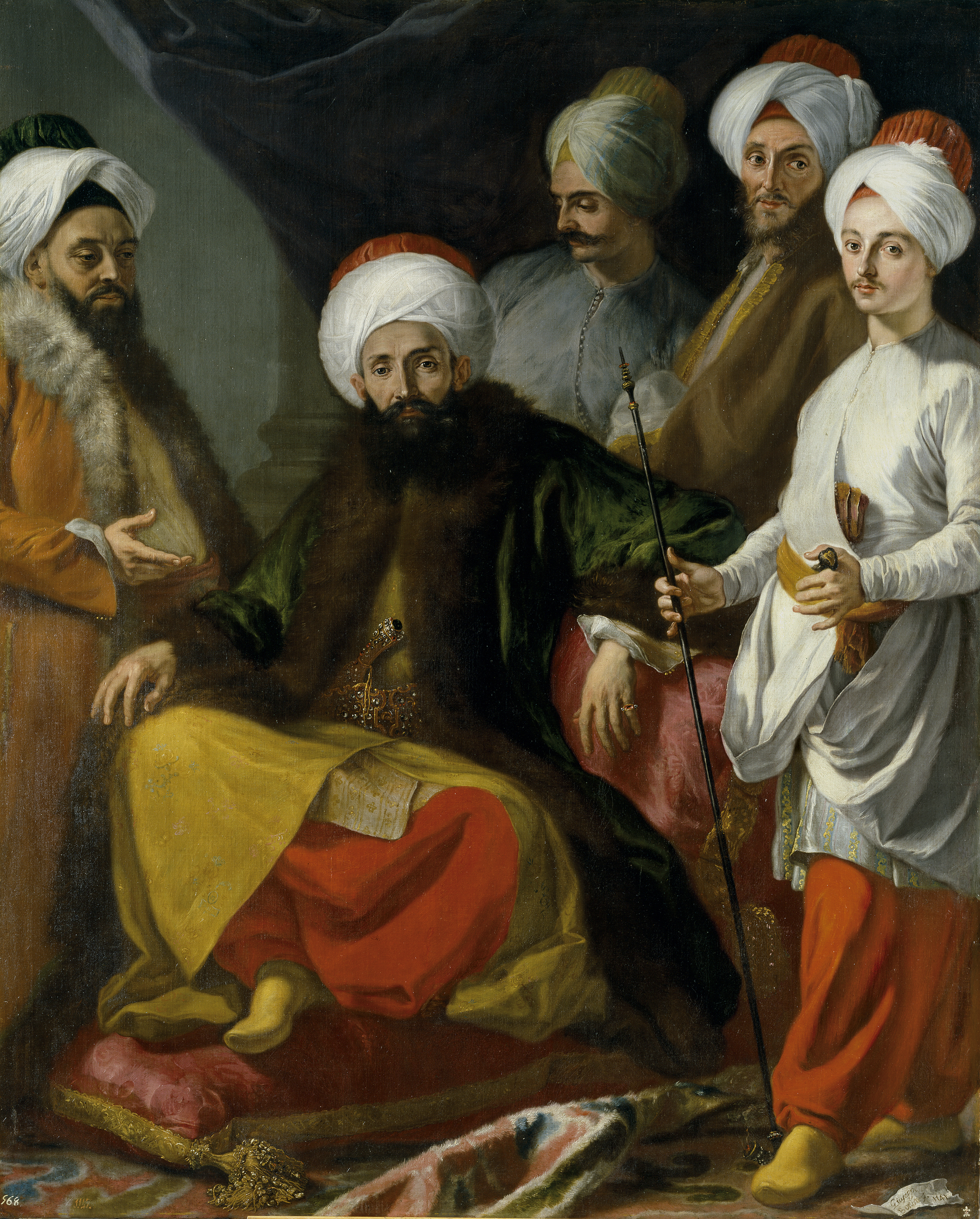
La embajada turca en Nápoles. Año 1741, óleo sobre lienzo, 207 x 170 cm, Madrid, Museo del Prado.

Giuseppe Bonito (Castellammare di Stabia, 11 de enero de 1707-Nápoles, 19 de mayo de 1789) fue un pintor tardobarroco italiano.

## Biografía
Discípulo de Francesco Solimena, tomó de él el intenso claroscuro que lentamente fue abandonando para crear su propio estilo, influido por la gracia y delicadeza rococó. En sus primeros años hizo algunas pinturas de género que fueron muy estimadas por el público, aunque no se conserva ninguna que se le pueda atribuir con seguridad, pero serán los retratos los que le abran las puertas de la corte napolitana, junto con la recepción de numerosos encargos de retablos y pinturas al fresco para las iglesias napolitanas, trabajos en los que ocasionalmente se asoció con Francesco de Mura. 
Como pintor de la corte, en 1741 retrató con notable realismo a la embajada del sultán otomano en Nápoles, lienzo que inmediatamente fue enviado a Madrid y se conserva en el Museo del Prado. Hacia 1745 retrató a Carlos VII de las Dos Sicillias, futuro Carlos III de España, y a su esposa la reina María Amalia de Sajonia en sendos retratos conservados también en el museo del Prado. Muy notable es el retrato de los Infantes don Fernando y don Gabriel que se conserva en el Palacio de Caserta, pintado poco antes de la proclamación de Fernando, de solo ocho años, como rey de Nápoles, sorprendidos en el estudio, con un compás en la mano y ante un globo terráqueo. En 1751 fue nombrado pintor de cámara, miembro de la Academia de San Lucas de Roma en 1752, director de la recién creada Academia de Bellas Artes de Nápoles en 1755 y director de la Real Fábrica de Tapices de Nápoles, para la que proporcionó series de cartones de carácter alegórico y literario, incluyendo los primeros cartones de una serie de ilustraciones del Quijote tejida entre 1758 y 1779 con destino al Palacio Real de Caserta.